# Штурм Капітолія США 6 січня 2021
Штурм Капітолія США — насильницькі протести, що пройшли 6 січня 2021 року у Вашингтоні (округ Колумбія), організовані групою прихильників президента США Дональда Трампа, метою яких було змінити результати президентських виборів 2020 року. Учасники протестів захопили будівлю Капітолія США, що призвело до загибелі п'яти людей та змусило членів Конгресу США тимчасово евакуюватися, однак зрештою не завадило сертифікації результатів виборів.
5–6 січня 2021 року кілька тисяч прихильників президента Трампа, що зібралися у Вашингтоні, округ Колумбія, на знак протесту проти можливих фальсифікацій результатів президентських виборів та на підтримку вимоги Трампа до віцепрезидента Майка Пенса та Конгресу відхилити затвердження перемоги обраного президента Джо Байдена.
Конгрес тоді проводив підрахунок голосів колегії виборників, обговорюючи затвердження перемоги після того, як Тед Круз і Пол Госар заперечили результати підрахунку голосів в Аризоні. Бунтівники увірвалися до зали засідань Сенату, через що Конгрес тимчасово призупинив роботу, а члени Конгресу були евакуйовані. Пізніше того ж дня сертифікацію результатів президентських виборів було завершено, однак штурм Капітолія призвів до загибелі п'яти людей, зокрема одного працівника Поліції Капітолія.
Штурм був широко осуджений американськими політиками та міжнародною спільнотою; зокрема, лідер більшості в Сенаті США Мітч Макконнелл назвав ці події «невдалим заколотом».
13 січня Палата представників США оголосила імпічмент президенту Трампу за його роль у розпалюванні штурму. Низка комерційних компаній та організацій відмовилися співпрацювати із Трампом як наслідок подій 6 січня, зокрема його облікові записи були заблоковані у кількох соціальних мережах. За результатами штурму ФБР відкрило близько 160 розслідувань, зокрема за звинуваченнями у внутрішньому тероризмі та організації бунту; станом на 13 січня понад 80 учасників штурму заарештовано.

## Передумови
На президентських виборах у США 2020 року, що відбулися 3 листопада 2020 року, переміг кандидат від демократів Джо Байден, який переміг чинного на той момент президента-республіканця Дональда Трампа. До, під час та після підрахунку голосів Трамп та інші республіканці намагалися зірвати вибори, заявляючи про широкомасштабне фальшування виборів та намагаючись перерахувати та анулювати результати.
Трамп напередодні пропонував віцепрезиденту Пенсу відхилити перемогу обраного президента Джо Байдена, що не входить до конституційних повноважень Пенса, і він повторно нагадав про це у своєму виступі в середу вранці. У середу вдень Пенс опублікував лист до Конгресу, в якому заявив, що не буде проти перемоги Байдена.

## Перебіг подій
Протестувальники почали збиратися у Вашингтоні, округ Колумбія, у вівторок, 5 січня, напередодні мітингу, запланованого на 6 січня. У ніч на вівторок та вранці в середу було заарештовано щонайменше десять людей. Спочатку протестувальники зібралися на мітингу «Врятуймо Америку», на запланованому заході на Еліпсі, де учасники слухали виступи Трампа та Руді Джуліані. Перед тим, як виступи закінчились, дехто рушив до Конгресу і штурмував будівлю, прориваючи барикади та намагаючись вдертися до Капітолія.
Вранці в середу, 6 січня, тисячі протестувальників оточили пам'ятник Вашингтонові. Кілька промовців виступили на Еліпсі, включно з радником Трампа Руді Джуліані та самим Трампом. Джуліані звернувся до натовпу, повторюючи теорії змови про те, що машини для голосування, які використовувались на виборах, були «викривленими». Трамп виголосив промову крізь скляний бар'єр, звинувачуючи засоби масової інформації та закликаючи Пенса скасувати результати виборів, що не входить до конституційних повноважень Пенса. На мітингу Трамп також заявив, що «ми ніколи не поступимося».
У середу вдень мер Вашингтона, округ Колумбія, Мюріель Боузер оголосив з 6 вечора комендантську годину, що набула чинності 6 січня 2021 року.
Починаючи з приблизно 14:15, протестувальники почали намагатися штурмувати будівлі в комплексі Капітолія США. Деякі будівлі комплексу були евакуйовані, і учасники штурму пройшли повз охорону, щоб проникнути до будівлі Капітолія США, включно з Національним залом статуй. Пізніше всі будівлі комплексу були заблоковані, заборонено в'їзд та виїзд із них. Тих, хто знаходився в будівлі, просили зайти в офіси і заблокувати двері та вікна; тим, хто був зовні, порадили «шукати укриття». Членам Конгресу всередині палати наказали надягати протигази після того, як правоохоронні органи почали застосовувати сльозогінний газ у будівлі. ABC News повідомляло, що в будівлі Капітолія пролунали постріли, а біля вхідних дверей палат палати відбулося збройне протистояння. У звіті «New York Times» вказують, що поліція застосувала зброю всередині зали Палати представників. За незрозумілих обставин одну людину застрелили в межах Капітолія.
Окремі будівлі в комплексі Капітолія США були евакуйовані і учасники штурму прорвали поліцейське оточення будівлі, щоб увійти до Капітолія, включно з Національним залом статуй. З 18:00 6 січня до 6:00 7 січня у Вашингтоні діяла комендантська година, введена мером міста.
У дверях палати відбулося збройне протистояння і одна людина була застрелена в будівлі Капітолія. Жінку поранили в шию. Всього в ході заворушень у Вашингтоні загинуло 5 людей. Крім жінки, пораненої в шию, четверо людей померли згодом у лікарнях. Крім того, було травмовано щонайменше 50 офіцерів поліції. 82 осіб було заарештовано, з них 64 — через порушення комендантської години.
7 січня повідомили про п'ятого загиблого, яким став поліцейський Браян Сікнік.

## Реакція

### Дональд Трамп
О 14:38 6 січня Трамп написав твіт: «підтримайте нашу поліцію Капітолія та правоохоронні органи. Вони на боці нашої країни. Залишайтеся мирними!». Попередні тижні він провів, пропагуючи мітинг «Врятуймо Америку!» За кілька хвилин до цього він засудив Пенса і звинуватив свого заступника в тому, що він «не зробив того, що мало бути зроблено для захисту країни та Конституції».
О 16:22 Трамп опублікував відео, де він звернувся до учасників штурму: «Ідіть додому. Ми любимо вас, ви дуже особливі», але відео було видалено на YouTube, Twitter і Facebook, оскільки в ньому Трамп продовжував стверджувати, що «нашу перемогу вкрали», підбурюючи учасників штурму. Twitter призупинив дію акаунту Трампа на 12 годин, так само вчинили у Facebook, заблокувавши Трампа на 24 години

### Фондовий ринок
Інвестори на фінансових ринках не відреагували миттєво на події 6 січня, зосередившись на результатах інавгурації Байдена 20 січня.

### Окремі країни
- Австрія — канцлер Себастьян Курц був «вражений сценами у Вашингтоні» і заявив, що штурм є «неприпустимим посяганням на демократію» і що «має бути забезпечена мирна й упорядкована передача влади»[33].
- Аргентина — президент Альберто Фернандес засудив «серйозні випадки насильства та вторгнення до Конгресу, що відбулися сьогодні у Вашингтоні, округ Колумбія». Далі він заявив, що «вірить, що відбудеться мирний перехід, який буде поважати волю народу», і заявив, що «ми висловлюємо свою рішучу підтримку новообраному президенту Джо Байдену»[34].
- Бельгія — прем'єр-міністр Александер де Кроо відчув «шок і невіру щодо подій, які відбуваються в Капітолії США, символі американської демократії» і повідомив: «ми віримо, що сильні інституції США подолають цей складний момент»[35].
- Білорусь — Лукашенко заявив, що у штурмі будівлі Конгресу є «певна справедливість зі сторони Трампа»[36].
- Британія — прем'єр-міністр Борис Джонсон назвав сцени «ганебними» і сказав, що «Сполучені Штати виступають за демократію у всьому світі, і зараз життєво важливо, щоб відбулася мирна і впорядкована передача влади». Лідер опозиції Кір Стармер назвав сцени «жахливими» і сказав «це не „протестувальники“ — це прямий напад на демократію»[37].
- Венесуела — міністр закордонних справ Венесуели Хорхе Арреаса заявив, що це «політична поляризація і спіраль насильства, що відображає глибоку політичну та соціальну кризу, що відбувається зараз у США»[38].
- Греція — прем'єр-міністр Кіріакос Міцотакіс заявив, що його «турбують насильство та жахливі події, що відбуваються у Вашингтоні, округ Колумбія», додавши, що «американська демократія є стійкою, глибоко вкоріненою і подолає цю кризу»[39].
- Ізраїль — прем'єр-міністр Беньямін Нетаньягу заявив, що «американська демократія завжди надихала мільйони людей і його особисто, і він не сумнівається, що вона знову візьме гору»[40].
- Ірландія — прем'єр-міністр Міхал Мартін сказав, що "багато хто, як і я, будуть з великим занепокоєнням і розчаруванням спостерігати за сценами, що розгортаються у Вашингтоні. Міністр закордонних справ Саймон Ковені заявив у Twitter, що «ми мусимо назвати це тим, чим воно є: навмисним нападом на демократію з боку президента та його прихильників, що намагаються скасувати вільні та чесні вибори! Світ спостерігає! Ми сподіваємось на відновлення спокою»[41].
- Ісландія — міністр закордонних справ Гудлаугур Тор Тордарсон зауважив: «Шокуючі сцени, будь-які напади на демократичні інститути та підрив верховенства закону повинні бути засуджені. Результат демократичних виборів потрібно поважати»[33].
- Іспанія — прем'єр-міністр Педро Санчес заявив, що «із занепокоєнням стежить за новинами», але «вірить у міцність американської демократії»[42].
- Італія — прем'єр-міністр Джузеппе Конте заявив, що він «з великим занепокоєнням слідкує за тим, що відбувається у Вашингтоні. Насильство несумісне з реалізацією політичних прав і демократичних свобод.» і запевнив, що «Він вірить в міцність та силу інституцій США»[35].
- Канада — прем'єр-міністр Джастін Трюдо зазначив, що Канада спостерігала за ситуацією «хвилину за хвилиною» 6 січня[43].
- Коста-Рика — міністерство закордонних справ заявило: «ми уважно стежимо за подіями, що відбуваються, ми довіряємо міцним і демократичним інститутам Сполучених Штатів Америки, а також повазі до верховенства права»[44].
- Нідерланди — прем'єр-міністр Марк Рютте назвав події «жахливими» і закликав Трампа поступитися «сьогодні»[33].
- Німеччина — міністр закордонних справ Гайко Маас заявив, що «вороги демократії будуть радіти цим незрозумілим зображенням з Вашингтону. Запальні слова перетворюються на жорстокі дії — спочатку на сходах Рейхстагу, а тепер і в Капітолі»[45].
- Норвегія — прем'єр-міністр Ерна Солберг назвала події «неймовірними» і «абсолютно неприйнятним нападом на демократію»[42].
- Португалія — прем'єр-міністр Антоніу Кошта заявив: «Я з занепокоєнням слідкую за подіями, тривожні сцени. Результати виборів слід поважати, здійснюючи мирну та впорядковану передачу влади. Я довіряю міцності демократичних інституцій в США»[35].
- Росія — заступник посла Росії при ООН Дмитро Полянський заявив, що «з округу Колумбія надходять чисто майданові фотографії»[46].
- Туреччина — спікер Великих національних зборів Мустафа Шентоп заявив: «Ми стурбовано спостерігаємо за подіями в США і закликаємо сторони до спокою. Ми віримо, що проблеми завжди будуть вирішуватися в межах закону та демократії»[47].
- Україна — міністр закордонних справ Дмитро Кулеба заявив, що він: «Стурбований подіями і впевнений, що американська демократія впорається із цим викликом. Відновлення верховенства права та демократичних процедур важливе не лише для США, а й для України та всього демократичного світу»[35].
- Фінляндія — президент Саулі Нііністьо назвав штурм «неймовірним кошмаром демократії». Прем'єр-міністр Санна Марін назвала події «дуже важкими та тривожними»[48].
- Франція — міністр закордонних справ Жан-Ів Ле Дріан заявив, що «Насильство проти американських інституцій є серйозним нападом на демократію. Я засуджую це. Волю та голос американського народу потрібно поважати»[46].
- Чилі — президент Себастьян Піньєра заявив, що «Чилі відкидає дії, спрямовані на зміну демократичного процесу в США, і засуджує насильство та невиправдане втручання в конституційні інститути. Чилі покладається на силу американської демократії, щоб гарантувати верховенство права»[35].
- Швеція — прем'єр-міністр Стефан Левен назвав штурм «посяганням на демократію» і сподівається на мирне відновлення порядку, зазначивши, що президент Трамп і члени Конгресу несуть «велику відповідальність» за події, що тривають[49].

### Міжурядові та міжнародні організації
- ЄС — президент Єврокомісії Урсула фон дер Ляєн сказала: «Я вірю в силу інституцій США та демократію. В основі якої лежить мирна передача влади. Байден виграв вибори. Я з нетерпінням чекаю співпраці з ним як наступним президентом США». Голова Європейської ради Шарль Мішель охарактеризував Конгрес США як «храм демократії» і зазначив: «Ми віримо, що США зможуть забезпечити мирну передачу влади»[50].
- НАТО — генеральний секретар НАТО Єнс Столтенберг заявив: «Шокуючі сцени у Вашингтоні, округ Колумбія. Результати цих демократичних виборів слід поважати»[51].
- ООН — генеральний секретар ООН Антоніу Гутерреш був «засмучений подіями в Капітолії США у Вашингтоні, округ Колумбія, які відбулись у середу» і заявив, що «за таких обставин, важливо, щоби світові лідери переконували своїх послідовників про необхідність утримуватися від насильства, а також поважати демократичні процеси та верховенство права»[51].

## Розслідування, наслідки
Станом на 8 січня, було порушено 55 кримінальних справ за фактами заворушень. Майкл Шервін, в.о. прокурора США в окрузі Колумбія, заявив, що винуватцям буде пред'явлено максимально можливі звинувачення. Джо Байден заявив, що учасники заворушень в Капітолії є «внутрішніми терористами», назвавши винним Дональда Трампа.
Кессіді Гатчінсон, помічниця Голови адміністрації Білого дому часів Трампа Марка Медовза 28 червня 2022 року надала свідчення комітету подій 6 січня 2021 року.

### Оцінка дій поліції Капітолія
Неспроможність правоохоронних органів зупинити натовп від штурму Капітолія привернув увагу до поліції Капітолія та інших причетних поліцейських структур. Поліція Капітолія, яка має юрисдикцію на площі близько двох квадратних миль, є однією з найбільших і найкраще фінансованих поліцейських сил США, з близько 2000 офіцерів, річним бюджетом понад 460 мільйонів доларів США, широким доступом до військового озброєння та великим досвідом реагування на протести та гучні події. З 1996 року розмір поліції Капітолія збільшився більш ніж утричі. Встановлені навколо Капітолія напередодні протестів бар'єри були низькими, більшість офіцерів були одягнути в звичайну форму, призначену для придушення протестів, а не в спецодяг для стримування нападу. Поліцейські експерти розкритикували підготовку та первинну відповідь поліції Капітолія, заявивши, що агентство недооцінило потенційну загрозу з боку прихильників Трампа, нерозумно дозволило бунтівникам зібратися на сходи Капітолія, а також те, що ті не змогли негайно заарештувати їх або іншим чином відреагувати на безлад після штурму. Washington Post повідомили, що поліція Капітолія була збита з пантелику величиною натовпу, який виявився вдвічі більшим за прогнози ФБР, поліції просто не вистачало персоналу, щоб відразу затримати всіх зловмисників. Washington Post також зазначили, що «деякі офіцери були зняті на відео ніби відступаючі від бунтівників, які рухалися в напрямку Капітолія». Брак людських ресурсів був частково пов'язаний з пандемією COVID-19, низка офіцерів потрапила під карантин після інфікування або контактування з вірусом COVID-19.
У соціальних мережах з'явилися кадри, на яких поліція пропускає учасників заворушень через барикади до Капітолія, одного з офіцерів зняли за тим, як він робив «селфі» із бунтівником всередині будівлі. Представник Палати представників США Джим Купер виразив занепокоєння з приводу можливої співучасті поліції Капітолія в штурмі, сказавши: «У гіршому випадку, [поліція Капітолія] дозволила цьому безпрецедентному протесту продовжуватись». Представниця США Зої Лофгрен, яка очолює комітет, відповідальний за безпеку Капітолія, заявила, що керівник поліції Капітолія Стівен Сунд збрехав їй перед подією щодо підготовки, яку він здійснив, а також готовності Національної гвардії. Багато європейських посадових осіб у сфері безпеки, включаючи двох співробітників спецслужб країн-членів НАТО, в інтерв'ю Business Insider припустили, що заворушення могло бути спровоковано «безмовною підтримкою» зловмисників серед співробітників поліції Капітолія та інших федеральних відомств, які допомагають забезпечити безпеку комплексу Капітолія. Politico повідомило, що деякі учасники заворушень коротко показували правоохоронним органам свої поліцейські значки або військові посвідчення, коли вони наближалися до Капітолія. Ед Девіс, колишній комісар департаменту поліції Бостона, припустив, що керівники поліції Капітолія, можливо, відчували, що «все добре, це купа консерваторів, вони не збираються робити нічого подібного на [початок бунту]», що призвело до «відсутності відчуття негайності або наявності відчуття, нібито цього ніколи не може статися з цією гурбою».
Представник Тім Раян, голова Підкомітету асигнувань Палати представників з питань законодавчої влади (керуючий бюджетом поліції Капітолія), оголосив, що розпочне розслідування пробілів у безпеці, які дозволили насильницькій масі взяти штурмом Капітолій і потрапити в законодавчу палату. Раян зазначив, що очікує звільнення деяких співробітників поліції Капітолія, і відмітив «відсутність професійного планування та роботи» та «стратегічні помилки» напередодні «повстання та спроби державного перевороту».
8 січня Комітет Сенату з питань регламенту та управління та Комітет Сенату з питань внутрішньої безпеки та урядових справ розпочали спільне розслідування провалів безпеки Капітолійської поліції. Невдачі правоохоронних органів, які дозволили штурм Капітолія, призвели до того, що Секретна служба США ініціювала перегляд своїх планів безпеки щодо інавгурації Джо Байдена 20 січня 2021 року.

## Судові процеси
У грудні 2023 року, як повідомило агентство  Reuters, Федеральний суд у США відмовився знімати з Трампа звинувачення про втручання у вибори у 2020 році, в свою чергу Трамп вимагав закрити кримінальну справу про штурм Капітолія, посилаючись на президентський імунітет.
7 листопада 2024 року, згідно повідомлення NBC News, стало відомо, що суд тимчасово зупинив справу майбутнього 47-го президента країни Дональда Трампа, пов’язану з його роллю у штурмі Капітолія. Більш того, Міністерство юстиції США планує закрити кримінальні справи проти Трампа до його інавгурації на посаді президента, щоб дотриматися політики, яка забороняє притягати чинного президента до відповідальності. Спецпрокурор Джек Сміт зазначив, що з огляду на результати президентських виборів обвинувачення "шанобливо просить суд скасувати терміни, що залишилися в графіку досудового розгляду, щоб надати уряду час для оцінки цієї безпрецедентної обставини". Команда Сміта також планує надати додаткову інформацію суду до 2 грудня 2024 року, коли будуть завершені всі внутрішні обговорення.